# Mausoleum Charlottenburg

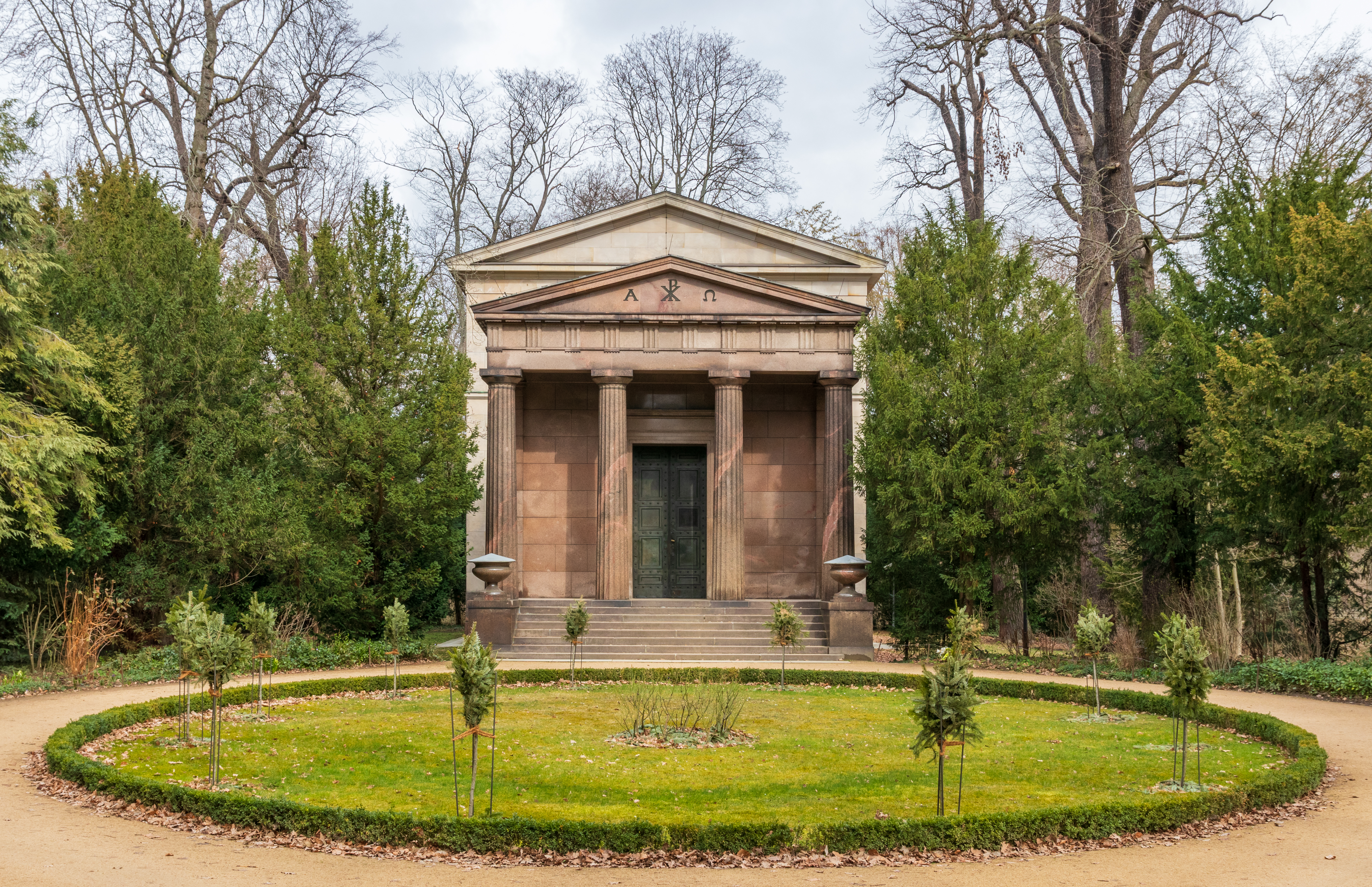
Das Mausoleum

Das Mausoleum Charlottenburg im nordwestlichen Schlosspark Charlottenburg in Berlin wurde 1810 nach dem Tod der preußischen Königin Luise errichtet und später als Grabstätte weiterer bedeutender Mitglieder des preußischen Königshauses erweitert. Im Mausoleum steht das Grabmal der Königin Luise, ein Hauptwerk des Klassizismus, geschaffen 1812–1814 von Christian Daniel Rauch. Die weit über ihren Tod hinausgehende Popularität Luises sorgte noch bis ins frühe 20. Jahrhundert dafür, dass das Mausoleum eine der touristischen Hauptattraktionen Charlottenburgs war.

## Geschichte

### Entstehung

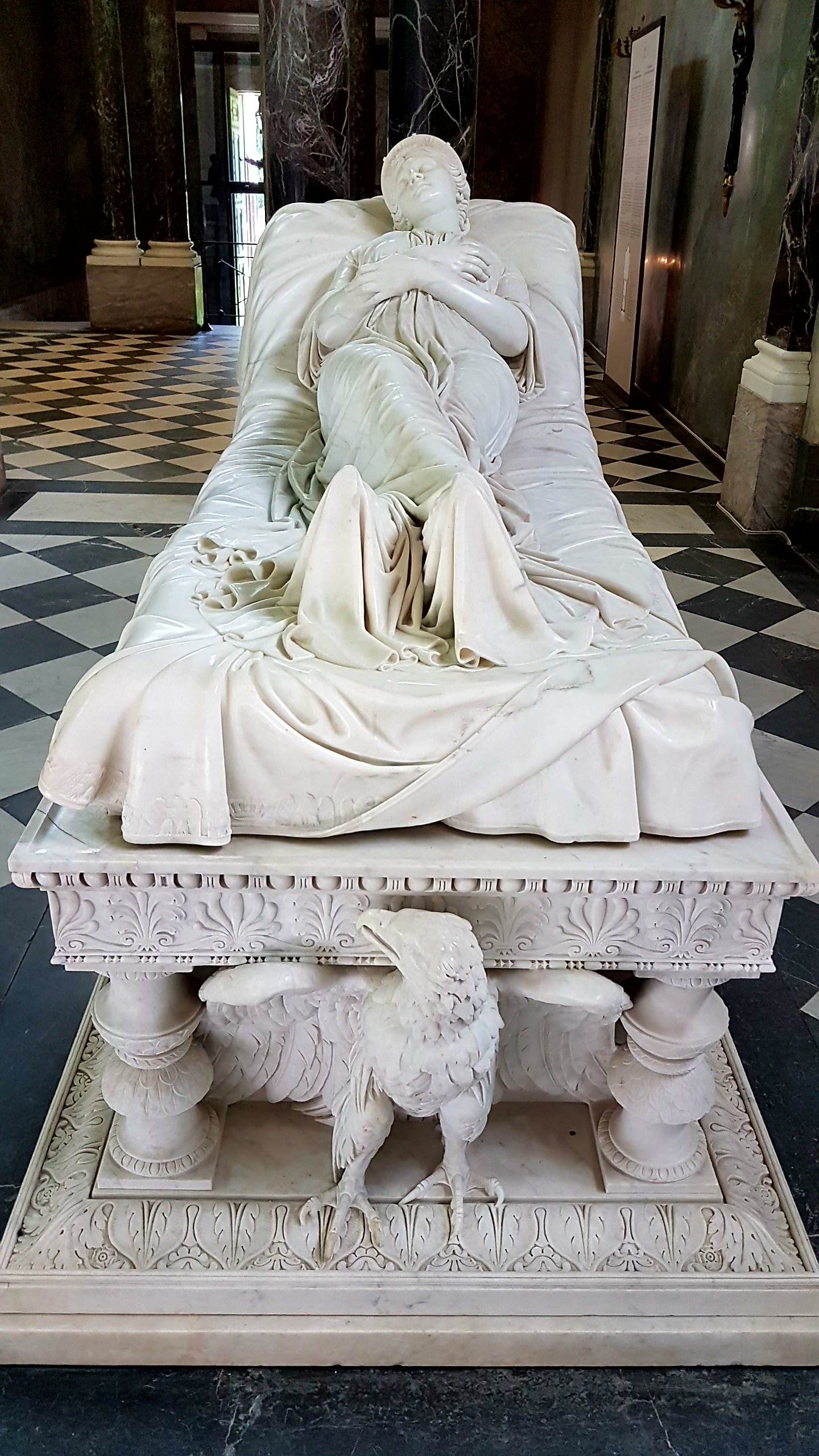
Grabmal der Königin Luise von Preußen im Mausoleum

Luise von Mecklenburg-Strelitz, Gattin des preußischen Königs Friedrich Wilhelm III., starb am 19. Juli 1810 im Alter von 34 Jahren auf Schloss Hohenzieritz bei Neustrelitz an einer Lungenentzündung. Der Leichnam der beliebten und hoch verehrten Königin wurde nach Berlin überführt und am 30. Juli 1810 im Berliner Dom beigesetzt.

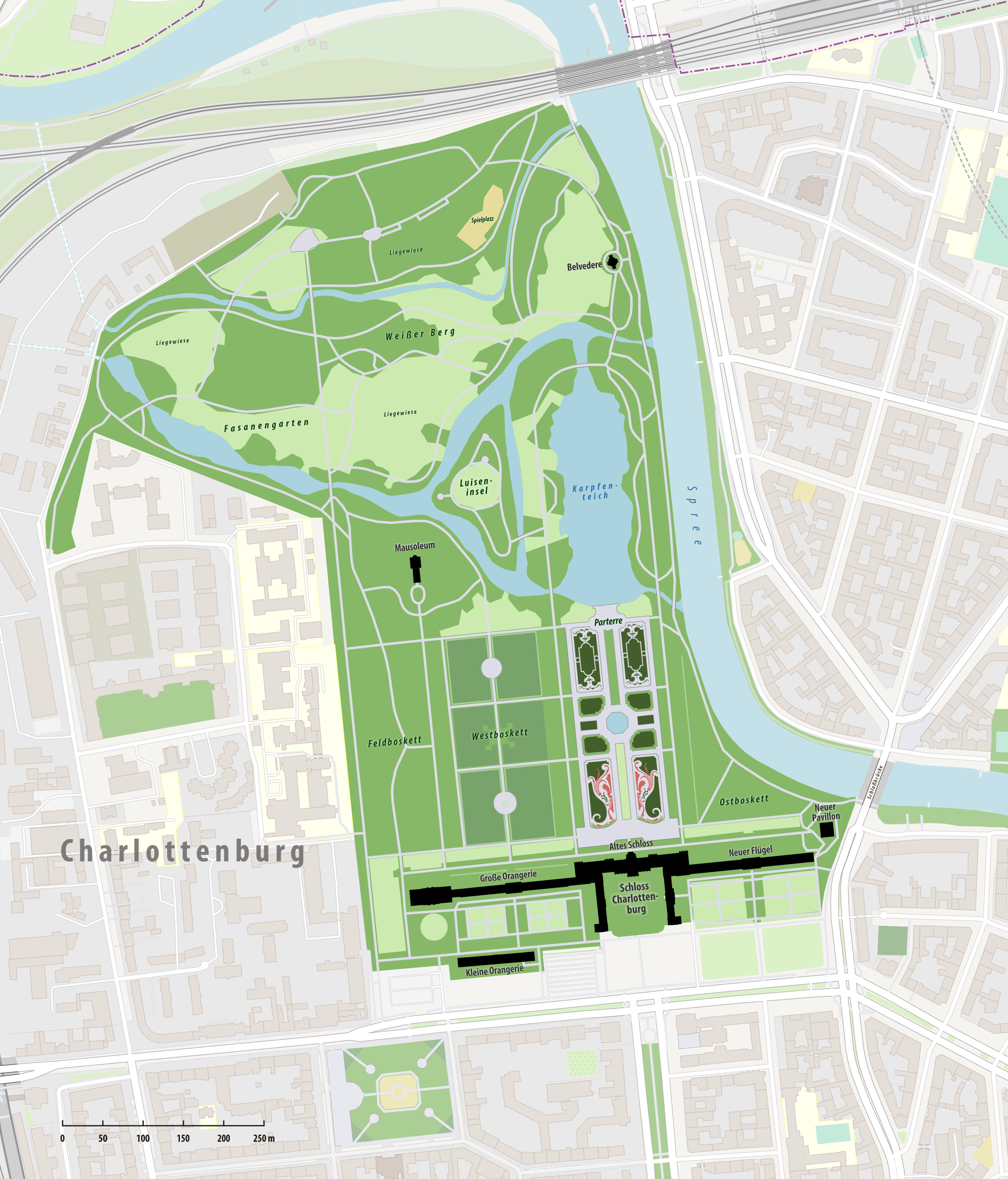
Das Mausoleum liegt im Westteil des Schlossparks Charlottenburg am Ende der ehemaligen Tannenallee

Ihr Witwer beauftragte den Architekten Heinrich Gentz damit, im Park des Schlosses Charlottenburg umgehend ein Mausoleum zu errichten. Karl Friedrich Schinkel war an den Arbeiten beteiligt, auch der König selbst nahm Anteil an den Entwürfen. Für den Bau konnten Materialien verwendet werden, die an anderen Orten nicht mehr gebraucht wurden, etwa Säulen aus dem Schloss Oranienburg oder Treppenstufen aus dem Park von Sanssouci. So war es möglich, das Bauwerk in nur fünf Monaten fertigzustellen. Als Standort hatte Friedrich Wilhelm III. einen Lieblingsplatz Luises im Schlossgarten Charlottenburg am Ende einer dunklen Tannenallee gewählt.
Am 23. Dezember 1810 fand die Königin dort ihre letzte Ruhestätte. Der Ort entwickelte sich rasch zu einer Kultstätte für die Verehrung der verstorbenen Königin. Friedrich Wilhelm III. beauftragte den Bildhauer Christian Daniel Rauch, einen Sarkophag aus Marmor mit einer darauf ruhenden Skulptur Luises zu erstellen. Den Gipsentwurf fertigte Rauch unter den Augen des Königs in Berlin, den Marmorsarkophag selbst in Rom und Carrara. Bei der Überführung 1814 wurde das englische Transportschiff von einem amerikanischen Schiff gekapert. Später gelang es einem englischen Schiff, dem amerikanischen Schiff den Sarkophag wieder abzujagen. So erreichte er erst mit halbjähriger Verspätung und mit Schäden durch Salzwasser im Frühjahr 1815 sein Ziel Charlottenburg.

### Umbauten
Die tempelartige Giebelfront des Mausoleums mit vier dorischen Säulen war zunächst in Sandstein ausgeführt worden. Dieser Portikus wurde 1828 durch eine Neufassung aus rotem Granit ersetzt, die ursprüngliche Fassung steht seither zur Erinnerung an Luise auf der Pfaueninsel bei Potsdam.
Nachdem König Friedrich Wilhelm III. 1840 gestorben war, wurde das Mausoleum 1841 von Ludwig Ferdinand Hesse nach einem Entwurf von Schinkel durch einen Querbau mit Apsis erweitert, um in dem neuen, größeren Raum die Grabmale des Königspaares gemeinsam unterbringen zu können. Der kleinere Teil des Gebäudes diente nun als Vorraum. Die Apsis erhielt 1849 ein Wandbild von Karl Gottfried Pfannschmidt, einem Schüler des Malers Peter von Cornelius aus der Gruppe der Nazarener. Das Motiv erinnert an Darstellungen des Frühmittelalters: Luise und Friedrich Wilhelm knien rechts und links vor dem thronenden Christus.

Nach dem Tod des ersten deutschen Kaiserpaares wurde das Bauwerk durch Albert Geyer nochmals vergrößert, sodass 1894 auch die von Erdmann Encke geschaffenen Marmorsarkophage von Kaiser Wilhelm I. († 1888) und Kaiserin Augusta († 1890) hier aufgestellt werden konnten. Encke orientierte sich – gerade beim Grabmal für die Kaiserin – stark an den Ausführungen Rauchs.
Die im Mausoleum aufgestellten Marmorsarkophage sind Kenotaphe, also Grabmale für Verstorbene, die darin nicht tatsächlich bestattet sind. Die Leichname liegen in Metallsärgen in einer Gruft unter dem Hauptraum. Zu Füßen von Friedrich Wilhelm III. und Luise wurde dort auch das Herz ihres Sohnes Friedrich Wilhelm IV. († 1861), wie von ihm gewünscht, in den Boden eingelassen; sein Körper ist in der Potsdamer Friedenskirche beigesetzt. In der Gruft unter dem Vorraum stehen die Zinnsärge von Prinz Albrecht von Preußen († 1872), jüngsten Sohnes von Friedrich Wilhelm III. und Luise, und von Auguste Fürstin von Liegnitz († 1873), der zweiten Frau Friedrich Wilhelms III. Eine Grab- oder Gedenktafel für sie befindet sich dort jedoch nicht.

### Ereignisse

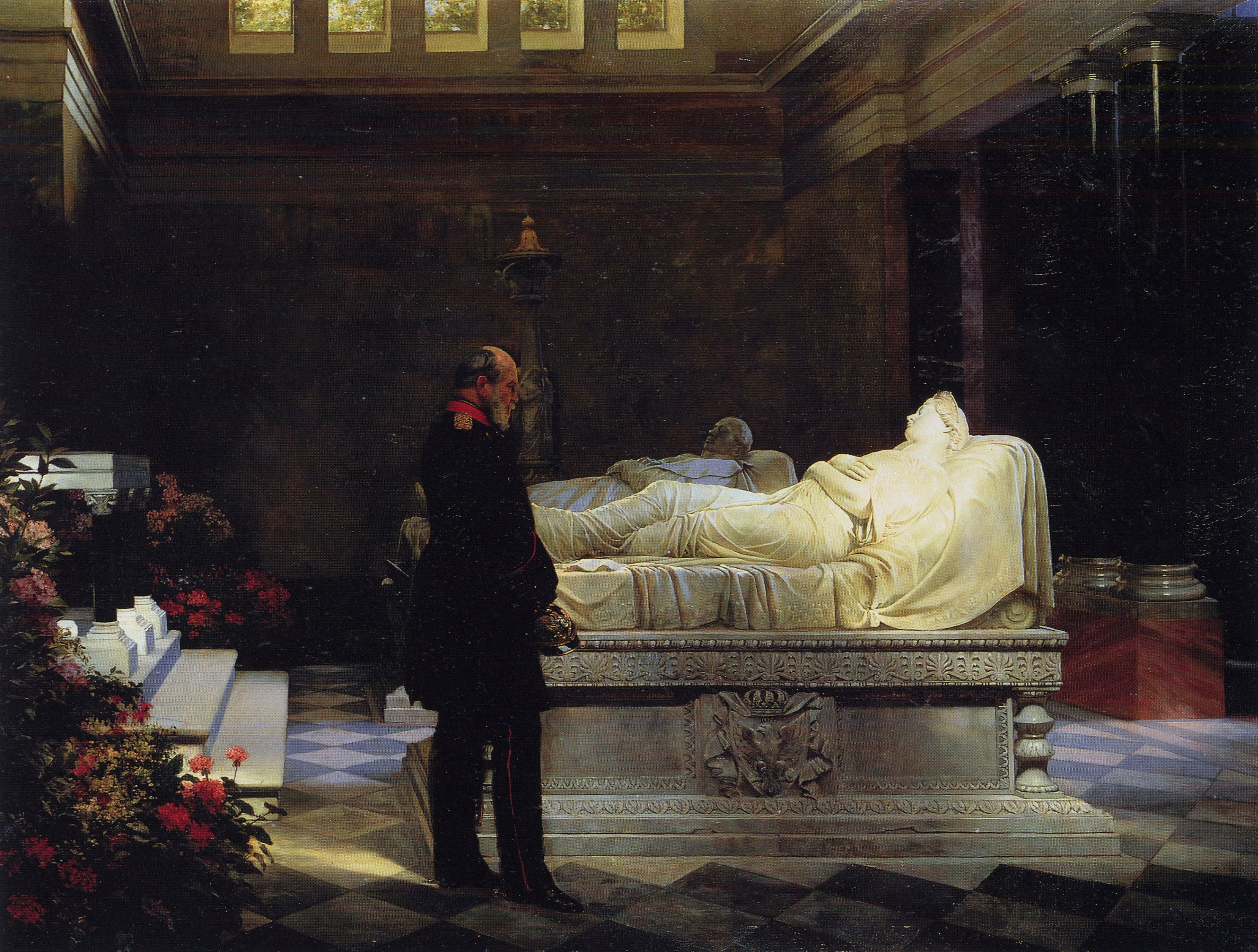
Anton von Werners Gemälde Am 19. Juli 1870: Wilhelm I. am Grab seiner Mutter Luise

Berühmt geworden ist der Besuch König Wilhelms I. mit seinem Sohn Friedrich am Grab seiner Mutter am 19. Juli 1870, ihrem 60. Todestag. Wilhelm kam von einer Sitzung des Norddeutschen Reichstags, der wegen der an diesem Tag erfolgten Kriegserklärung Frankreichs an den Norddeutschen Bund im Weißen Saal des Berliner Schlosses zusammengetreten war. Der Deutsch-Französische Krieg hatte begonnen. In der Erinnerung geblieben ist der Besuch durch ein Gemälde Anton von Werners aus dem Jahr 1881. Aus kompositorischen Gründen zeigte der Maler nur Wilhelm I. vor dem Kenotaph seiner Mutter. Der siegreich beendete Krieg hatte für Wilhelm die Erhebung zum Deutschen Kaiser zur Folge gehabt.

### Sanierung
Im Jahr 2008 wurden umfassende Sanierungsmaßnahmen für das Mausoleum geplant, die im März 2010, zum 200. Todestag der Königin Luise, abgeschlossen wurden. Die Gesamtkosten von rund 715.000 Euro wurden aus dem Haushalt der Stiftung Preußische Schlösser und Gärten (SPSG) finanziert. Hauptsächlich wurden schadhafte Stellen an der Fassade, an den Treppen und im Innenraum instand gesetzt und Vorkehrungen getroffen, um neue Schäden durch Grundwasser und Kondensatbildung zu verhindern. Gegenstand der Sanierung war auch das gärtnerische Umfeld. Hier wurde durch Neuanpflanzungen ein Zustand wie zur Entstehungszeit des Mausoleums hergestellt.

## Bestattungen
- Luise von Mecklenburg-Strelitz († 1810), 1. Gemahlin von König Friedrich Wilhelm III.
- König Friedrich Wilhelm III. († 1840)
- Herz von König Friedrich Wilhelm IV. († 1861)
- Prinz Albrecht von Preußen († 1872)
- Auguste Fürstin von Liegnitz († 1873), 2. Gemahlin von König Friedrich Wilhelm III.
- Kaiser Wilhelm I. († 1888)
- Augusta von Sachsen-Weimar-Eisenach († 1890), Gemahlin von Kaiser Wilhelm I.

Sarkophagdenkmäler im Mausoleum
Marmorsarkophag Königin Luise
Marmorsarkophag König Friedrich Wilhelm III.
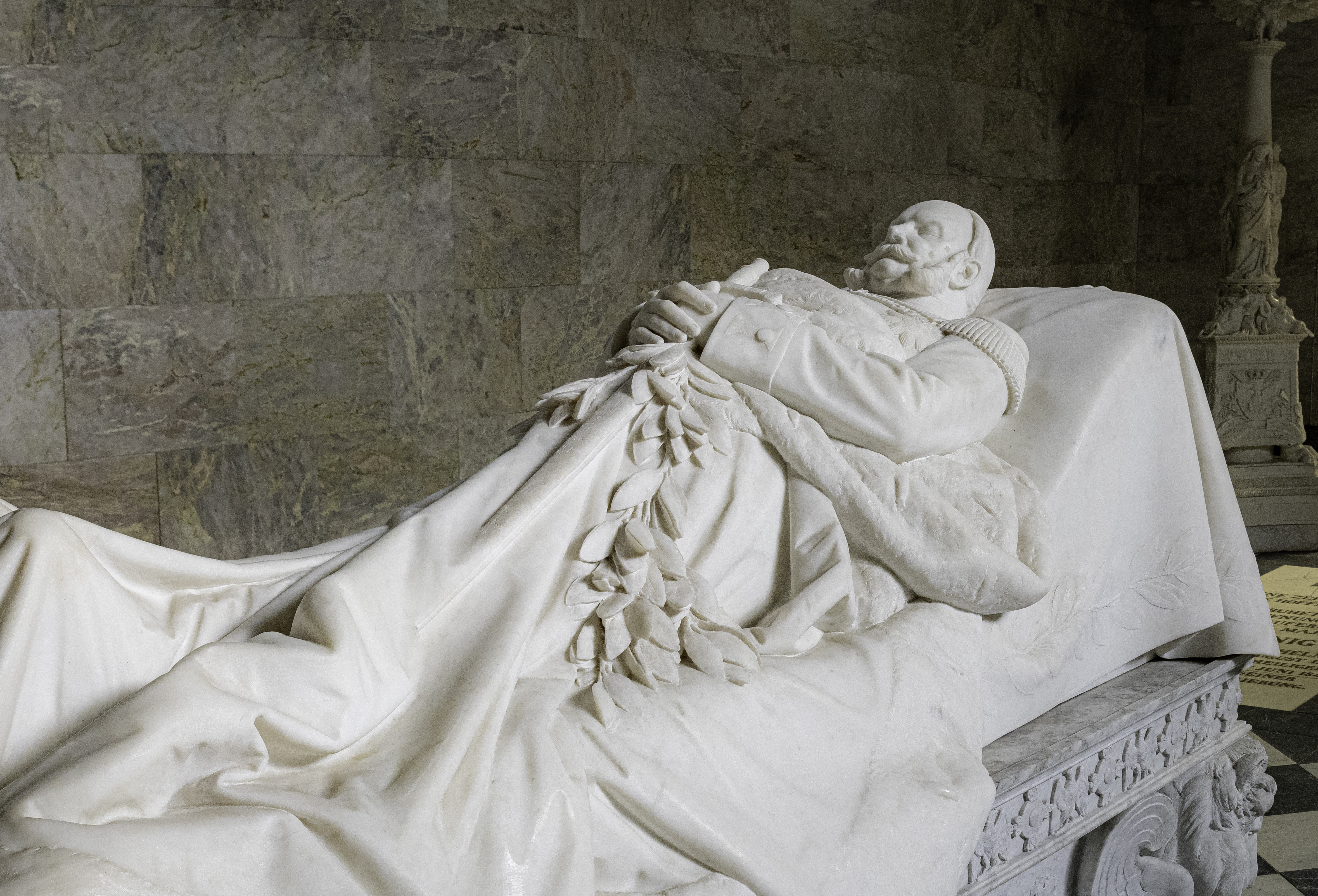
Marmorsarkophag Kaiser Wilhelm I.
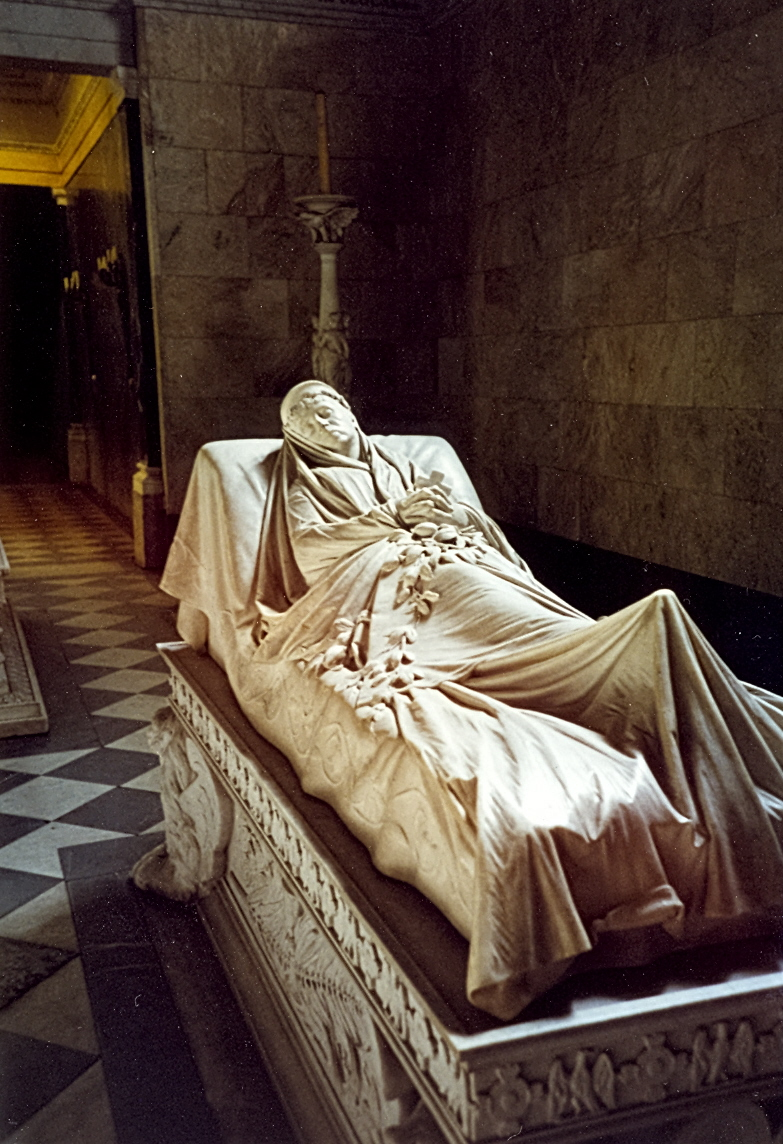
Marmorsarkophag Kaiserin Augusta

## Vorbildwirkung
Basierend auf den Planungen für das Mausoleum im Schlosspark Charlottenburg orientierte sich offenbar auch der Entwurf des hannoverschen Hofbaumeisters Georg Ludwig Friedrich Laves für das Welfenmausoleum im Berggarten von Herrenhausen an der von Schinkel gefundenen Lösung, wie Zeichnungen im Nachlass von Laves nahelegen.